# Jean Pouget
Jean Pouget, né le 5 juillet 1920 à Brive-la-Gaillarde et mort le 30 septembre 2007 à Limoges, est un  militaire, grand reporter et écrivain français.
Saint Cyrien, à l’issue d’une intense carrière militaire (1941-1960), il devient écrivain en 1964 et grand reporter au Figaro  de 1969 à 1975.

## Biographie

### Famille
Jean Pouget est le fils de Jean Baptiste Octave Pouget, entrepreneur de transports, et Marie Jeanne Claux. Il est marié à Jeanine Marie Eugénie Duché (1922-2011), avec laquelle il a six enfants.

### Carrière militaire
En 1941, il intègre l'École spéciale militaire de Saint-Cyr (promotion Charles de Foucault) repliée à Aix-en-Provence.
Après l'invasion de la zone libre par les Allemands, il rejoint, en décembre 1942, la résistance dans le maquis des Glières en Haute-Savoie puis en Corrèze en 1944. Il s'engage ensuite dans la 1re armée française commandée par le général de Lattre de Tassigny et sert au sein du 3e régiment de spahis marocains commandé à partir de janvier 1945 par Henri Navarre. Il est grièvement blessé au bras pendant la campagne d'Allemagne à Karlsruhe en avril 1945.
À la fin des années 1940, il se rend une première fois en Indochine puis en Allemagne où il retrouve Henri Navarre. Lorsque ce  dernier est désigné en mai 1953, comme commandant en chef en Indochine pour remplacer Raoul Salan, Pouget le suit comme aide de camp. Navarre donnera plus tard le  nom d'Isabelle à une des collines qui protège le terrain d'aviation de Diên Biên Phu, en hommage à sa filleule, la fille de Pouget. En janvier 1954, alors capitaine, il commande la 3e compagnie du 1er bataillon de parachutistes coloniaux (1er BPC). Dans la nuit du 3 au 4 mai 1954, le bataillon saute sur Diên Biên Phu. Quelques jours après, il est fait prisonnier avec tous les survivants du siège. Il est libéré quatre mois plus tard. Son expérience de prisonnier des camps Viêt-minh lui inspirera son livre, le Manifeste du camp No 1 en 1969.
Il participe ensuite à la Guerre d'Algérie. Après avoir été nommé chef de bataillon en 1955, à 35 ans, il prend en novembre 1956 le commandement du 228e bataillon d'infanterie (228e BI), formé de rappelés « contestataires », renommé plus tard en 584e bataillon de marche du train, qu'il réussit à remettre sur pied et à en faire un bataillon d'élite. Il écrira un livre autobiographique sur cet événement en 1981, Bataillon R. A. S. Algérie.
En novembre 1957, Jacques Chaban-Delmas est nommé ministre de la Défense. Il décide de créer une structure à Alger destinée à le renseigner sur la situation en Algérie. Cette « antenne d'Alger » est placée sous les ordres du commandant Pouget, « aussi précis que passionné», selon Chaban-Delmas, et Léon Delbecque est chargé d'assurer la liaison avec Chaban. Guy Ribaud fait également partie de la cellule et ils seront rejoints plus tard par Lucien Neuwirth. Cette cellule a surtout pour but de  préparer le retour du général de Gaulle, dans ce qui sera la journée du 13 mai [1958]. Pouget pense, comme ses jeunes  camarades officiers révolutionnaires, que « seule une égalité totale et sincère entre Européens et musulmans peut sauver l'Algérie française ». Afin d'être cohérent avec ses convictions, il complète son équipe avec un algérien musulman, le commandant Khelifa, qu'il a fait sortir de prison. Selon Yves Courrière, Pouget « est peut-être un des hommes dont le rôle fut le plus important dans le déclenchement du 13 mai ». Après le 13 mai, Pouget souhaite aller plus loin et créer les conditions d'un réel changement en Algérie. Le Comité de salut public mis en place le 13 mai devrait selon lui représenter toute la population algérienne, aussi bien musulmans qu'européens. Pour cela, il l'imagine doté de trois vice-présidents : Jacques Soustelle pour les « ultras », Yacef Saadi, pour les indépendantistes, et Jacques Chevallier pour les « modérés ». Il n'est pas suivi par sa hiérarchie et on lui fait comprendre que son rôle est terminé. Il doit quitter Alger.
Ses espérances déçues, il passe son brevet de pilote d'hélicoptère et se consacre à l'aviation légère de l'armée de terre (ALAT). Il quitte l'Algérie en 1960, âgé de 40 ans.
Il est admis à faire valoir ses droits à la retraite en 1966.

### Grand reporter auFigaroet écrivain
En 1964, il publie son premier livre Nous étions à Diên Biên Phu dans lequel il réhabilite le général Navarre considéré comme le principal responsable de la chute de Dien Bien Phû. Grace à une documentation constituée de l'ensemble des telex échangés entre l'état major du général Henri Navarre à Saigon, du général René Cogny à Hanoi et du colonel Christian de Castries qui dirige le camp retranché, Jean Pouget reconstruit au fil des demandes de parachutage, de renfort, des coups de gueule, l'ambiance au jour le jour, jusqu'à sa propre arrivée quelques jours avant la fin de la bataille,.
En 1969, il rejoint Le Figaro. Il parcourt le monde comme grand reporter, notamment le Vietnam au cours de la Guerre du Viêt Nam du temps des Américains et publie de nombreux articles.
La même année, il publie Le Manifeste du camp no 1, un « témoignage, un roman et un document prodigieux » sur le calvaire des officiers français prisonniers du Viêt-minh, capturés lors des désastres de Cao Bang et de la RC4 en octobre 1950,. Le personnage du lieutenant Leyrieux est Jean-Jacques Beucler, détenu durant quatre ans au sinistre camp no 1.
Le 8-9 décembre 1974, Libération publie un article, fondé sur le témoignage de deux appelés : « Comment un « adepte » de la torture en Algérie est devenu très simplement écrivain humaniste au Figaro ». Cet article incrimine Jean Pouget qui attaque en justice le quotidien. Le procès s'ouvre le 30 janvier 1975. Le quotidien est condamné à lui verser des indemnités.
En avril 1975, quelques jours avant la chute de Saïgon, il se trouve au Viet-Nam avec une équipe de reporters et photographes, dont Jean Lartéguy, Raoul Coutard, Brigitte Friang. Le 27 avril, Christian Hoche, son confrère au Figaro, et le photographe Michel Laurent, sont pris dans un accrochage entre les communistes et les miliciens sudistes sur la route de Xuan Loc. Michel Laurent est tué et Christian Hoche fait prisonnier. Jean de La Guérivière, journaliste au Monde, également présent au Viêt-Nam, raconte dans son livre Indochine, l'envoûtement (2021) comment Jean Pouget, « de son propre chef, sans passer par l'ambassade », grâce à sa connaissance du terrain, parvient à le retrouver dans un hôpital de campagne et à le faire libérer « contre trente litres d'essence ».
Ami des généraux Alain Bizard et  Marcel Bigeard, il meurt le 20 septembre 2007 à Limoges, âgé de 87 ans.

## Hommages
Le livre Les Centurions de Jean Lartéguy, est dédié à Jean Pouget et selon Jean Lacouture, il lui doit une large part de sa documentation.
Sa réussite dans la reprise en mains en Algérie à la fin d’octobre 1956 des mutins du 228e bataillon d’infanterie (qui devient 584e bataillon de marche du train en décembre 1956), contée par Yves Courrière dans Le Temps des Léopards, a été utilisée dans leurs films par René Vautier (Avoir 20 ans dans les Aurès) et par Yves Boisset  (R.A.S.). Le journal Le Monde a consacré plusieurs articles à  R.A.S, le film d'Yves Boisset, et Pierre Viansson-Ponté en a fait l'objet de sa tribune hebdomadaire Au fil de la semaine,.
Pierre Schoendoerffer a bien connu Jean Pouget et le fait apparaitre au générique de son film L'Honneur d'un capitaine « ce qui aurait permis de satisfaire les revendications d'auteur de ce dernier ». De même, il s'est inspiré de la personnalité de Jean Pouget pour camper le capitaine Jégu de Kerveguen dans son film Diên Biên Phu (1992).
L'écrivain Michel Peyramaure dresse de Pouget le portrait suivant « Je garde du commandant Jean Pouget l'image d'un centurion désabusé, amateur de cigares et d'armes anciennes... Irascible et volontiers provocateur, obsédé par des souvenirs pénibles, il a vécu en gentilhomme campagnard dans son château du Quercy, en compagnie de son épouse et de la poule favorite de son élevage, Pompadour, qu'il portait sous son bras dans ses promenades ».

## Distinctions
- Officier de la Légion d'honneur
- Croix de guerre 1939–1945
- Croix de guerre des Théâtres d'opérations extérieurs

## Publications

### Ouvrages
- Nous étions à Diên-Biên-Phu, Presses de la Cité, 1964 ; Poche, Litos, 2024
- Le Manifeste du camp no 1 - Le calvaire des officiers français prisonniers du Viêt-minh, Fayard, 1969 ; réédité aux éditions Tallandier en 2014
- Un certain capitaine de Gaulle, Auberon, 1973
- La Soif, Presses de la Cité, 1979
- Bataillon RAS, Presses de la Cité, 1981

### Articles
Liste non exhaustive :
- Les responsabilités de Dien Bien Phu. Le rapport Catroux, Le Figaro, 16 et 17 janvier 1969
- Le rendez - vous du souvenir des 50 officiers rescapés du camp N ° 1 du Tonkin, Le Figaro, 16 juillet 1969
- Il y a cent ans la défaite de Sedan, Le Figaro, 24 août 1970
- Le calvaire de Cao Bang, Historia, octobre 1970
- Tchad. L'étrange guerre du 13e parallèle, Le Figaro, 31 juillet 1969.
- Le Tchad et l'aide française, Le Figaro, 17 et 18-19 octobre 1969.
- Le Tchad contre la partition, Le Figaro, 20 août 1970.
- Drôle de guerre dans l'édredon laotien, Le Figaro, 4 mai 1971
- Entre le Tchad et la Libye, la 'guerre tiède, Le Figaro, 15 septembre 1971.
- Ce mal rapporté d'Indochine, Historia Magazine - La Guerre d'Algérie, no 217, 1972
- Le général Giap : guerrier, communiste et patriote, Le Figaro, 25 janvier 1973
- Réflexions luminaires sur le film d'Yves Boisset, Le Figaro, 10 août 1973.
- Le mythe et la réalité, Le Figaro, 7 mai 1974
- Les Silences de la grande muette, Le Figaro, 16, 18 et 20 décembre 1974
- Cambodge : La folle expérience d'un ordre nouveau, Le Figaro, 31 mai 1976
- L'horreur du camp 113, L'Express, 21 mars 1991. Propos recueilli par Christian Hoche et Christian d'Epenoux

### Ouvrages
- Yves Courrière, La Guerre d'Algérie (4 tomes parus chez Fayard et réédités en deux volumes en 2001 : La guerre d'Algérie 1957-1962,  (ISBN 978-2213611181) et La guerre d'Algérie 1954-1957)
  - Les Fils de la Toussaint, 1968
  - Le Temps des léopards, 1969
  - L'Heure des colonels, 1970, p. 285-287, 354-355 (13 mai 1958)
  - Les Feux du désespoir, 1971
- Sous la direction de François Cochet, Dictionnaire de la guerre d'Indochine, Place des éditeurs, 2021, p. 534

### Articles
- Marie-Danielle Demélas, Les Centurions : quand la fiction est la plus forte, Revue Conflits, 6 mai 2022
- Jean Planchais, « "Nous étions à Dien-Bien-Phu" de Jean Pouget », Le Monde, 15 février 1965, en ligne
- Jean Lacouture, « "Le manifeste du camp No 1" de Jean Pouget », Le Monde, 8 novembre 1969, en ligne
- Michel Castaing, « Le commandant Jean Pouget s'est toujours opposé à la torture a affirmé son ancien supérieur en Algérie », Le Monde, 1er février 1975, en ligne